# José Luis Redrado Marchite
José Luis Redrado Marchite OH (* 19. März 1936 in Fustiñana) ist ein emeritierter Kurienbischof der römisch-katholischen Kirche.

## Leben
José Luis Redrado Marchite trat der Ordensgemeinschaft der Barmherzigen Brüder vom hl. Johannes von Gott bei und empfing am 11. Juli 1965 die Priesterweihe.
Papst Johannes Paul II. ernannte ihn am 5. Dezember 1998 zum Titularbischof von Aufinium sowie zum Sekretär des Päpstlichen Rates für die Pastoral im Krankendienst und spendete ihm am 6. Januar 1999 im Petersdom die Bischofsweihe; Mitkonsekratoren waren die Kurienerzbischöfe Giovanni Battista Re und Francesco Monterisi.
Am 14. Juli 2011 nahm Benedikt XVI. seinen altersbedingten Rücktritt an.